# Paul van Caloen de Basseghem
Paul van Caloen de Basseghem (Varsenare, 21 augustus 1843 - Koolkerke, 29 april 1920) was kasteelheer in Ten Berge (Koolkerke) en burgemeester van de Oost-Vlaamse gemeente Moregem.

## Levensloop
Paul Maximilien Marie Ghislain van Caloen de Basseghem, was de zesde van de acht kinderen van Anselme van Caloen de Basseghem en van Marie-Thérèse de Croeser. Zijn vader en zijn drie broers werden om beurt burgemeester van Varsenare. Voor Paul was een andere toekomst weggelegd.
Charles de Croeser de Berges, broer van Marie-Thérèse, was getrouwd met een Van Hoobrouck de Mooreghem. Het enige kind uit dit huwelijk was Edouard-Eugène de Croeser (1839-1862). Hij had een hartkwaal en miste een hand. Ondanks die handicaps was hij een bezige jonge man. Hij publiceerde in 1860 bij drukker Herreboudt een boekje: Etudes sur l’histoire et la culture de la pomme de terre en hij was ook de oprichter van een volksschool op het Ganzenplein in Brugge. Hij trouwde in juni 1862 met Irma de Nève de Roden (1839-1914) maar stierf aan een hartstilstand tijdens hun huwelijksreis. 
Het verlies kwam voor de ouders hard aan. Zowel om de jonge weduwe te ondersteunen als om de herinnering aan hun zoon hoog te houden en meteen het aanzienlijke familiepatrimonium veilig te stellen, stelden ze haar als universeel erfgenaam aan, op voorwaarde dat ze in het huwelijk trad met een zoon van Anselme en Marie-Thérèse van Caloen - de Croeser. Men liet aan Irma de keuze tussen de vier nog ongehuwde broers, Octave (1835-1897), Paul (1843-1920), Julien (1844-1936) en Camille (1846-1903) van Caloen de Basseghem. Ze gaf de voorkeur aan Paul, die haar de meest aangename leek. Ze huwden op 27 juni 1865 en gingen op het kasteel van Moregem wonen. 
Paul van Caloen was nu de heer des huizes op het kasteel Ten Berghe, waar onder meer het Gruuthusehandschrift midden de uitgebreide familiearchieven berustte. Na de dood van zijn schoonouders gaf hij opdracht aan architect Jozef Schadde (1818-1894) om het relatief kleine Ten Berghe aanzienlijk uit te breiden met een aanbouw in neogotische stijl. Het gezin leefde volgens een nog middeleeuws nomadisch adellijk patroon, met een winterverblijf in Ten Berghe, een lente- en zomerverblijf in Moregem en een herfstverblijf voor het jachtseizoen in het kasteel Zorgvliet in Ruddervoorde, met zijn uitgestrekte bossen. 
Paul van Caloen had drie dochters:
- Marguerite van Caloen de Basseghem (1868-1939), die trouwde met haar verre neef uit Loppem, Ernest van Caloen (1859-1937), advocaat, vele jaren schepen van de stad Brugge en belangrijke politieke personaliteit
- Berthe van Caloen de Basseghem (1869-1952), die trouwde met de latere minister en provinciegouverneur Albéric Ruzette (1866-1929)
- Madeleine van Caloen de Basseghem (1870-1946), die trouwde met Maurice della Faille d’Huysse (1855-1927)

Hoewel hij in Moregem slechts tijdens de zomermaanden verbleef, was Paul van Caloen gedurende vele jaren burgemeester van deze gemeente.
In 1899 verkreeg hij de baronstitel die volgens eerstgeboorte in de familie geërfd werd. Van zijn broer Octave (overleden in 1897) was de titel overgaan op diens zoon Edgard (1869-1918), maar, dominicaan geworden, verzaakte hij aan de titel die aldus bij Paul terechtkwam. Na zijn dood ging hij naar zijn jongere broer Julien.